# Kodifikation
Eine Kodifikation ist die systematische Zusammenstellung der Rechtssätze eines Rechtsgebiets in einem einheitlichen Gesetzeswerk. In diesem soll, grundsätzlich unter Ausschluss weiterer Rechtsquellen, das jeweilige Rechtsgebiet abschließend geregelt werden. Das Prinzip der Vollständigkeit erfordert weiterhin eine strukturierte Gliederung und ein konsequentes Begriffsinstrumentarium. Klassische Vertreter deutscher Kodifikationen sind das Bürgerliche Gesetzbuch (BGB) und die Zivilprozessordnung (ZPO). Geprägt wurde der Begriff vom englischen Juristen und Sozialreformer Jeremy Bentham.
Fehlt der Zusammenstellung eine ordnende Systematik, oder setzt sie sich lediglich aus Zitaten anderer Gesetzeswerke zusammen, so wird von einer „Kompilation“ gesprochen. Klassische Vertreter sind hier die Bestandteile des sogenannten Corpus iuris civilis, etwa die Digesten. Der römisch-germanische Rechtskreis ist größtenteils durch Kodifizierung gekennzeichnet, wohingegen das Common Law nur Gesetzeskompilationen kennt.

## Idee und Zweck
Die Idee moderner Kodifikationen wurzelt in der Aufklärung. Um die Wende des 18. auf das 19. Jahrhundert führte sie zu einer naturrechtlichen Kodifikationswelle, beginnend mit dem preußischen Allgemeinen Landrecht (1794), welches noch in erheblichem Maß von ständischen Zügen geformt war. Es folgten recht zügig der revolutionäre napoleonische Code civil (1804) und das Allgemeine Bürgerliche Gesetzbuch (1812) der österreichischen Kaiserzeit. Die Pandektenwissenschaft brachte zum Beginn des 20. Jahrhunderts nationalstaatliche Kodifikationen wie das BGB oder das ZGB hervor.
Zweck einer Kodifikation ist es, die für den betreffenden Lebensbereich geltenden Regeln dadurch besser verfügbar und verständlich zu machen, dass sie kompakt zusammengefasst und aufeinander bezogen sind. Die Idee der Kodifikation enthält bezüglich der Regelungsdichte ein Prioritätspostulat, denn sie verlangt immanent, dass die Legislative den Vorrang vor der Jurisdiktion einnimmt.

## Kodifikationsmaximen Jeremy Benthams
Jeremy Bentham stellte einen Katalog von fünf Forderungen für das Leitbild einer Kodifikation auf. Der Begriff „Kodifikation“ selbst ging auf Bentham zurück. Eine systematisch aufgebaute Kodifikation sollte dauernd halten und Anpassungen regelmäßig nur aus Gründen des Wandels der Umgangssprache erfolgen.
- Benthams einleitendes Postulat: eine Kodifikation muss einen Lebensbereich umfassend normieren. Das entspricht der Gestaltungsform eines Gesamtgesetzbuches. Ein Gesamtgesetzbuch umfasst alle Bestimmungen, die für den einzelnen Staatsbürger relevant sind oder relevant werden können.

- Weiterhin forderte Bentham eine einheitliche Normierung für ein Staatsgebiet. Insoweit dachte er nicht nur die nationalstaatlichen Umsetzungen des späten 19. Jahrhunderts voraus, er proklamierte damit die Schaffung von Verbindlichkeit, als gemeinsames einigendes Band.

- Zum Dritten verlangte Bentham die Ausschaltung aller historischen Zufälligkeiten. Franz Wieacker fasste die ideengeschichtlichen Prämissen Benthams dahin zusammen, dass der „Anspruch eines geistig vorgegebenen Rechtssystems“ verfolgt werden müsse.[6]

- Seine vierte Forderung zielte auf die Systematik im Aufbau eines Kodifikationsapparates ab. Insbesondere erteilte Bentham damit der traditionellen Kasuistik (Fallgestaltungslehre) eine Absage. Er forderte Abstraktion durch Rechtsprinzipien. Die seien zweifelsfrei und allgemeinverständlich zu verfassen.

- Die Kodifikation sollte die Ermessenspielräume des Richters einschränken, denn über der Judikative stünde die Legislative. Maßstab war, dass die Rechtsordnung des Gesetzgebers das Rechtsleben gestalte, die Rechtsprechung allein den Willen des Gesetzgebers ausführe.

Mit den ersten drei Punkten des Katalogs wird der universelle Geltungsanspruch einer Kodifikation abgesteckt. Abgeklärt werden die inhaltliche, die räumliche und zeitliche Komponente ihres Geltungsbereiches. Die beiden folgenden Axiome betreffen Fragen des Aufbaus einer Kodifikation und die Normdichte.

## Historische Erscheinungsformen
Im deutschen Recht war der bekannteste Kodifikationsvorgang die Zusammenfassung des Zivilrechts im Bürgerlichen Gesetzbuch, Ende des 19. Jahrhunderts. Aktuell ist die – noch nicht abgeschlossene – Zusammenfassung weiter Teile des Sozialrechts im Sozialgesetzbuch geplant. Schon länger wird die Kodifikation des auf mehrere Gesetze verstreuten Umweltrechts in einem Umweltgesetzbuch gefordert.
In der römischen Antike stellte das Zwölftafelgesetz um 450 v. Chr. die erste Kodifikation dar. Sie war das Ergebnis vorangegangener Ständekämpfe (450–287 v. Chr.), bei denen sich die Plebejer gegenüber den Patriziern politische Mitbestimmung, zivilrechtliche Gleichstellung und die Beteiligung am wirtschaftlichen Gewinn der Expansion erkämpft hatten. Während der Spätantike ergingen Kompilationen unter Diokletian und Justinian, mittels derer versucht wurde, klassisches Juristenrecht zu bewahren und kaiserliche Gesetze (Kaiserkonstitutionen) zusammenzutragen.
Im Kirchenrecht der katholischen Kirche war die entscheidende Kodifikation der 1917 promulgierte Codex Iuris Canonici; zuvor bestand das Kirchenrecht aus dem historisch gewachsenen Corpus Iuris Canonici, das durch päpstliche und konziliare Rechtssetzung ergänzt wurde, die ihrerseits teils in Sammlungen vorlag, teils nicht.
In der islamischen Welt wurde das geltende Recht zwar schon sehr früh im Rahmen des Fiqh von Gelehrten in Rechtsbüchern zusammengestellt, eine Kodifizierung des Rechts in Form staatlicher Gesetzbücher fand aber erst in der zweiten Hälfte des 19. Jahrhunderts statt, wobei die zwischen 1869 und 1876 entstandene Mecelle, die das Zivilrecht regelte, den Anfang bildete. In Saudi-Arabien ist das islamische Recht bis heute noch nicht kodifiziert, weil eine solche Kodifizierung als unzulässige staatliche Beschneidung der Entscheidungsfreiheit des Richters betrachtet wird, der sich in seinem Urteil allein an dem Koran und der Sunna ausrichten soll.